# Windenergie in Griechenland

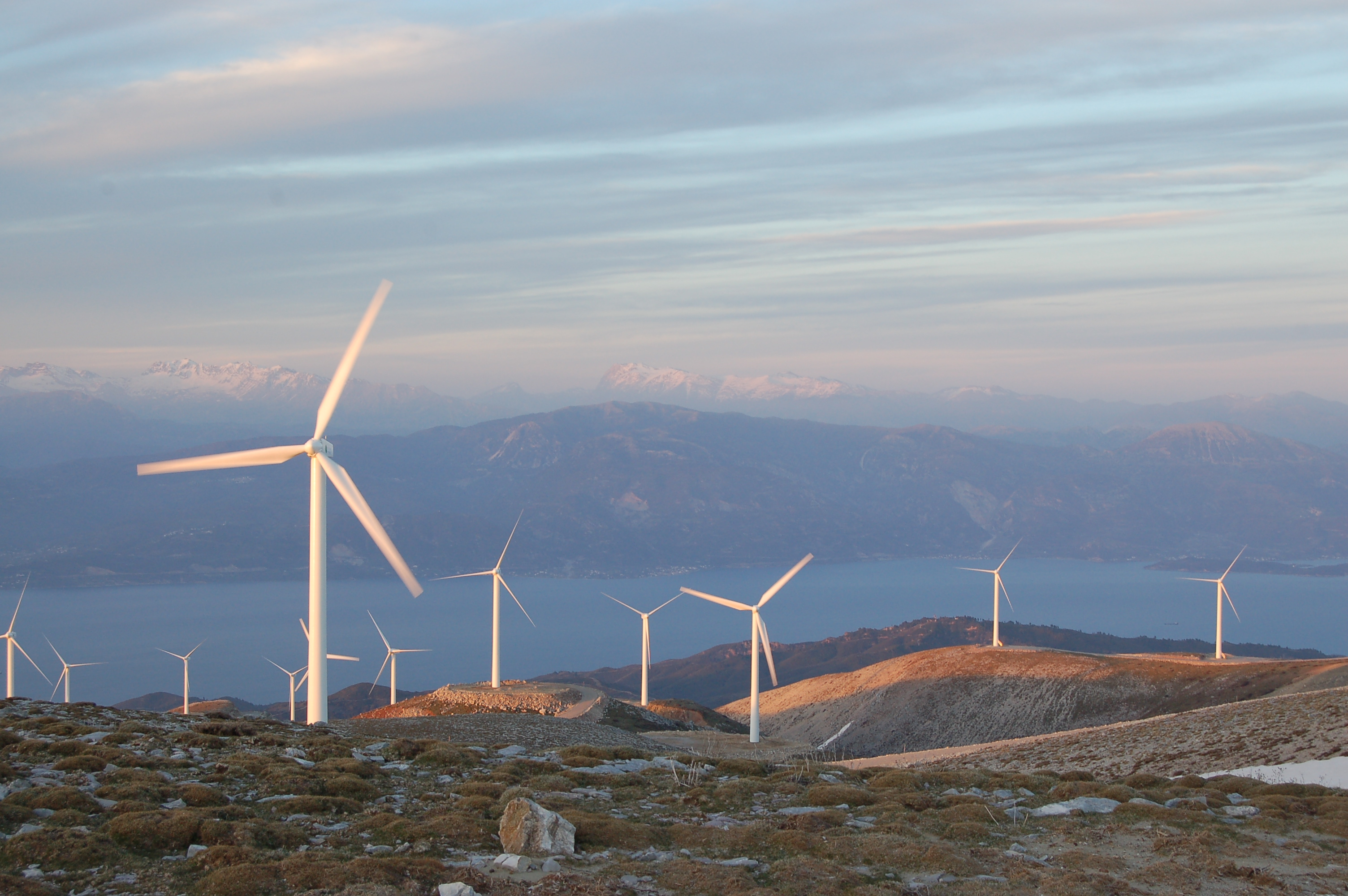
Windpark Panachaikon

Installierte Kapazität und Erzeugung von Windenergie in Griechenland

Die Windenergie in Griechenland spielt eine bedeutende Rolle bei der Stromerzeugung des Landes: 2024 wurden 22 % des Strombedarfs mit Windkraftanlagen (WKA) gedeckt. Alle WKA befinden sich an Land; im Jahr 2024 gab es keine Offshore-WKA. Im Jahr 2021 war die Windenergie nach Erdgas die zweitwichtigste Quelle elektrischer Energie.

## Installierte Leistung und Jahreserzeugung
Laut CIA verfügte Griechenland im Jahr 2020 über eine (geschätzte) installierte Leistung von insgesamt 21,545 GW (alle Kraftwerkstypen); der Stromverbrauch lag bei 46,18 Mrd. kWh. Die installierte Leistung der WKA stieg von ca. 200 MW im Jahr 2000 auf 4879 MW im Jahr 2022; die Jahreserzeugung stieg von ca. 0,2 TWh im Jahr 1999 auf 11 TWh im Jahr 2023. Der Anteil am Stromverbrauch, der von Windenergie gedeckt wurde, stieg von 8,3 % im Jahr 2017 auf 19 % im Jahr 2022.
| Jahr | Inst. Leist- ung | Anteil (%) | Erzeugung (TWh) | Anteil am Bedarf |
| ---- | ---------------- | ---------- | --------------- | ---------------- |
| 1999 | 107 MW           |            | 0,2             |                  |
| 2000 | 237 MW           |            | 0,5             |                  |
| 2001 | 276 MW           |            | 0,8             |                  |
| 2002 | 291 MW           |            | 0,7             |                  |
| 2003 | 407 MW           |            | 1               |                  |
| 2004 | 479 MW           |            | 1,1             |                  |
| 2005 | 601 MW           |            | 1,3             |                  |

| Jahr | Inst. Leist- ung | Anteil (%) | Erzeugung (TWh) | Anteil am Bedarf |
| ---- | ---------------- | ---------- | --------------- | ---------------- |
| 2006 | 753 MW           |            | 1,7             |                  |
| 2007 | 859 MW           |            | 1,8             |                  |
| 2008 | 987 MW           |            | 2,2             |                  |
| 2009 | 1145 MW          |            | 2,5             |                  |
| 2010 | 1341 MW          |            | 2,7             | 3,7 %            |
| 2011 | 1656 MW          |            | 3,3             | 5,2 %            |
| 2012 | 1769 MW          |            | 3,2             | 6 %              |

| Jahr | Inst. Leist- ung | Anteil (%) | Erzeugung (TWh) | Anteil am Bedarf |
| ---- | ---------------- | ---------- | --------------- | ---------------- |
| 2013 | 1858 MW          |            | 4,1             |                  |
| 2014 | 1969 MW          |            | 3,7             |                  |
| 2015 | 2128 MW          |            | 4,6             |                  |
| 2016 | 2360 MW          |            | 5,1             |                  |
| 2017 | 2641 MW          |            | 5,5             | 8,3 %            |
| 2018 | 2840 MW          |            | 6,3             | 9 %              |
| 2019 | 3596 MW          |            | 7,2             | 12 %             |

| Jahr | Inst. Leist- ung | Anteil (%) | Erzeugung (TWh) | Anteil am Bedarf |
| ---- | ---------------- | ---------- | --------------- | ---------------- |
| 2020 | 4115 MW          |            | 9,31            | 15 %             |
| 2021 | 4456 MW          |            | 10,48           | 18 %             |
| 2022 | 4686 MW          |            | 10,88           | 19 %             |
| 2023 | 5229 MW          |            | 11,01           | 20 %             |
| 2024 | 5355 MW          |            |                 | 22 %             |

### Geographische Verteilung
Der mit Abstand größte Anteil an der installierte Windenergieleistung Griechenlands befand sich 2024 in Mittelgriechenland, nämlich 2346 MW (43,8 %). Weitere Regionen mit beträchtlicher Leistung waren die Peloponnes mit 667 MW (12,5 %), gefolgt von der nördlichsten Verwaltungsregion Ostmakedonien und Thrakien mit 535 MW, von Westgriechenland mit 417 MW und von Westmakedonien mit 414 MW. In der Region Kreta waren 203 MW (3,8 %) installiert.